# Alice av Frankrike
Alice av Frankrike, grevinna av Vexin, även Alys eller Alix, född 1160, död 1220, var en fransk prinsessa.
Hon var dotter till Ludvig VII av Frankrike och Constance av Kastilien. 
År 1169 trolovades hon med Englands tronföljare Rickard Lejonhjärta enligt en överenskommelse mellan deras fäder, och sändes till det engelska hovet för att växa upp med sin framtida familj. Hennes svärfar Henrik II av England verkställde dock aldrig giftermålet, och det gick ryktet om att han hade en sexuell relation till henne och hade fått barn med henne. 
Vid Henrik II:s död 1189 besteg hennes trolovade Rickard Lejonhjärta tronen. Han valde att inte fullfölja trolovningen och gifte sig istället 1191 med Berengaria av Navarra. Han erbjöd sin bror Johan av England att gifta sig med henne, men det förhindrades av brödernas mor Eleonora av Akvitanien. 
Alice gifte sig 1195 med Vilhelm IV av Ponthieu. De fick en dotter, den regerande grevinnan Marie I av Ponthieu.